# Arboretum du Sarroudier
El Arboretum de la Sarroudier (en francés: Arboretum du Sarroudier) es un arboreto de 60 hectáreas de extensión, que se encuentra en Le Mas, Francia.
Este es un ambicioso proyecto que pretende crear el mayor Arboreto privado de Francia.

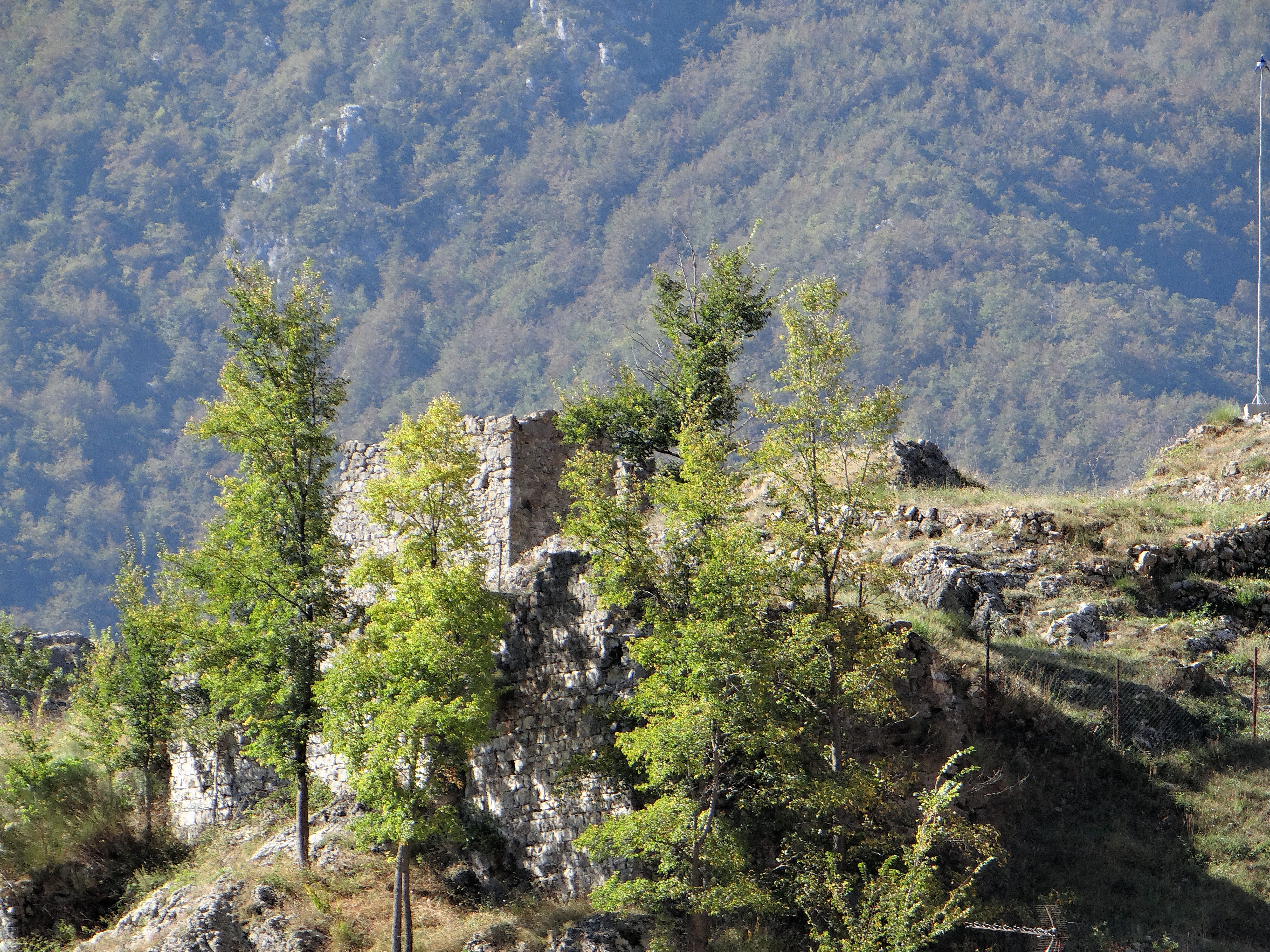
El antiguo castillo de Le Mas.

## Localización
Está situado en el valle del río Estéron, a una altitud de 780 m s. n. m.
Arboretum du Sarroudier Le Mas, Département de Alpes-Maritimes, Provence-Alpes-Côte d'Azur France-Francia.
Planos y vistas satelitales, 43°46′31.8″N 7°28′31.8″E / 43.775500, 7.475500
Está abierto al público todos los días del año.

## Historia
El campo de la Sarroudier es una antigua granja que pertenecía a la monjes de Lérins. Sin explotar desde 1952, se encuentra en la localidad Mas.
Como bien dice su fundador, Sauveur Gaëtan Mareschi, "la creación de un arboreto en la zona emana primero, de una atracción de las montañas, los espacios abiertos y los árboles, pero sobre todo de una conciencia comprometida con las degradaciones".

Las motivaciones detrás del proyecto fueron, por tanto, no solo de orden científico o botánico. La conciencia ecológica es también muy importante, ya que los escolares pueden venir a visitar, la plantación de árboles y plantas, participar en el Observatorio de las estaciones, puesto a punto durante varios años y proyectos de jóvenes con talleres sobre el desarrollo sostenible y las energías renovables. Los adultos pueden plantar árboles que absorberán el CO2, los gases de efecto invernadero y participar en talleres. Además, el arboreto de Sarroudier está estrechamente vinculado con la « Association Arborescence et Vie » (Asociación Arborescencia y Vida) que tiene como objetivo preservar la biodiversidad alegando su carácter patrimonial.
Por último, otro objetivo sería, finalmente, crear alrededor del arboretum, un lugar de encuentro y de intercambio abierto a cualquier persona atraída por el proyecto y por la naturaleza. Con esto en mente se desarrolló el ecoturismo, con instalaciones ecuestres, la cultura, con la instalación de una casa de los artistas, y la agricultura, a través de la producción de productos "orgánicos". También está en desarrollo una instalación de yurtas. 

## La finca
La finca « domaine du Sarroudier »  incluye 60 hectáreas de las cuales 30 hectáreas son para el arboreto, que incluye un estanque de patos, y añade una flora de plantas acuáticas. Varias especies de árboles y encontrar un clima favorable a su desarrollo, incluido el viejo nogal, pero que casi ha desaparecido, dando paso a las coníferas, especialmente pinos silvestres que invadieron las pistas. La preservación de la biodiversidad es un objetivo clave, hay un total de más de 100 especies diferentes de árboles.

En esta misma idea, una superficie de 9 hectáreas adyacentes al arboreto están dedicadas a la producción agrícola de antiguas variedades de verduras y de variedades de frutas no comercializadas. Varios experimentos se añadirán como por ejemplo  el cultivo  del azafrán.

## Los animales de la granja
Las razas animales que están protegidas están presentes en el Sarroudier: ovejas procedentes de varios países, burros, caballos, llamas, gallinas, gansos patos, faisanes, perdices. 
Se encuentra en desarrollo la cría de  cabras de Cachemira y Angora para la mejora de la producción artesanal de su valiosa lana.